# Tavda
Tavda (ryska Тавда́) är en stad på mansiskt område i Sverdlovsk oblast i Ryssland vid Tavdafloden. Folkmängden uppgår till cirka 34 000 invånare.
I Tavda finns sågverk, snickerier och tågverkstäder.